# 인도네시아의 역사
다음은 인도네시아의 역사에 대한 설명이다.

## 17세기이전
기원전 3000~2000년경에 말레이시아인이 동남아시아 대륙에서 이주해 와 원주민을 쫓아내고 정주했다. 기원 전후해서 인도인이 들어옴으로써 힌두교와 불교가 소개되었다.

### 살락 왕국(130년~358년)시대와 타루마 왕국 시대 (358년~669년)
130년에 자바 서부에서 살락 왕국이 건국되었다. 358년에는 살락 왕국에서 타루마 왕국으로 바뀌었다. 처음 인도네시아에 인도인이 들어온 시기는 서기 423년쯤이었다. 불교와 힌두교가 소개되면서 650년에 건국된 스리위자야 왕국은 불교를 국교로 정하기도 했다. 타루마 왕국은 7세기 중반 스리위자야 왕국의 개입으로 669년 멸망했다.

### 스리위자야와 사일렌드라 그리고 순다 왕국 시대 (650년~1293년)
650년에 수마트라의 팔렘방에 스리비자야 왕국이 건국되었다. 8세기에는 자바에서 사이렌드라 왕조가 일어나 보로부두르 등에 사원을 건설했다. 669년 자바 서부의 왕국인 타루마 왕국이 멸망하고 순다 왕국이 건국되었다. 하지만 순다 왕국은 840년대까지 갈루 왕국과 순다 왕국으로 분열되었다.

### 마자파힛 제국과 이슬람 국가(15세기~) 시대 (1293년~1600년)
1293년에 건국된 자바의 마자파힛 제국의 세력 범위는 현재의 인도네시아를 능가하는 수준에 이르렀다. 1430년에 치르본 술탄국이 건국되었다. 1481년에는 드막 술탄국이 건국되었고 1496년에는 아체 술탄국이 건국되었다. 1511년에 아체 술탄국은 믈라카 술탄국과 전쟁을 벌였다. 1526년에 반튼 술탄국이 건국되었다. 1527년에는 드막 술탄국이 마자파힛 제국을 완전히 무너뜨렸다. 1554년 드막 술탄국이 멸망했다. 1565년 아체 술탄국과 조호르 술탄국 간의 전쟁이 일어났다. 1579년 반튼 술탄국의 개입으로 순다 왕국이 멸망했다. 1587년에 드막 술탄국을 잇는 마타람 술탄국이 건국되었다. 1595년 네덜란드인들은 인도네시아의 술라웨시섬에 도착한다.

## 네덜란드의 식민 통치기

### VOC네덜란드의 점령 (1602년~1799년)
1602년에 네덜란드가 동인도 회사를 설립하면서 향료(香料) 무역의 독점을 노려 인도네시아를 자신들의 지배 하에 놓았다.

### 네덜란드 식민지 시대 (1799년~1941년)
그 후 네덜란드와 영국 간의 세력 각축의 결과 인도네시아는 일시 영국의 지배하에 들어갔으나 1824년의 조약으로 네덜란드의 인도네시아 지배가 확립되었다. 1903년 네덜란드령 동인도로 인해 아체 술탄국이 멸망했다.

## 현대 인도네시아사
2차 대전 중 인도네시아는 일본군의 지배 하에 있었는데 1945년 대전이 끝나면서 수카르노가 인도네시아의 독립을 선언했다. 인도네시아 지역의 지배권을 잃고 싶지 않던 네덜란드는 인도네시아 독립전쟁을 일으킨다. 하지만 결국 인도네시아가 1949년 12월 27일 정치적으로 승리한다. 1949년 인도네시아는 네덜란드 연합 산하의 독립국가로 발족했다. 1950년에는 인도네시아가 UN의 승인을 받았다. 1956년에는 네덜란드와의 관계를 끊고 완전한 독립국가가 되었으며, 당시 말레이시아 건국을 반대했던 인도네시아는 1963년 말레이시아를 침공했다. 영국군이 말레이시아를 지원하면서 인도네시아는 1966년 말레이시아에게 패하고 만다. 1976년에는 포르투갈의 식민지였던 동티모르 섬을 합병했다. 동티모르는 1999년 8월 주민 투표에 의해 독립이 결정되었다.

## 같이 보기
- 아시아의 역사